# Le Taon
Le Taon (The Gadfly) est un roman sur un thème révolutionnaire, connu particulièrement pour le succès dont a bénéficié sa traduction en langue russe sous le titre Ovod. Ethel Lilian Voynich en est l'autrice. C'est une écrivaine irlandaise, puis américaine. La première publication du livre aux États-Unis date de juin 1897 et en Angleterre de septembre de la même année.

## Contenu
Le roman a comme sujet l'activité des membres de l'organisation révolutionnaire clandestine « Giovine Italia » durant la première moitié du XIXe siècle. Il raconte l'histoire d'Arthur Burton, un jeune homme naïf, passionné plein d'idées et d'illusions romantiques. Il est trompé, calomnié et rejeté par tous. Il disparaît, simulant un suicide et retourne dans sa patrie lointaine après 13 ans, mais sous un autre nom, avec une apparence physique et une personnalité transformée, le cœur endurci. Il se présente aux gens qu'il a connu autrefois mais devenu cynique et moqueur. Il prend, comme journaliste, le pseudonyme du « Taon » (Gadfly).

## Popularité en Russie
Le roman est populaire en Angleterre et connaît 18 éditions avant 1920. La Russie pré-révolutionnaire puis l'URSS, ainsi que les États-Unis, la République populaire de Chine et d'autres pays ont également connu des publications répétées et à succès. Pour la Russie, le chiffre de 2 500 000 exemplaires est cité. En 1898, l'année du premier congrès du Parti ouvrier social-démocrate de Russie, la traduction du roman Le Taon paraît en supplément dans la revue Mir Boji. Beaucoup de personnalités assurent sa popularité : Elena Stassova, Grigori Petrovski, Ivan Babouchkine, Iakov Sverdlov, Maxime Gorki. Ce livre aurait servi de prototype à Pavel, le héros du roman de Maxime Gorki La Mère. Beaucoup sont passionnés par la lecture du Taon : Grigori Kotovski, Nikolaï Ostrovski, Arkadi Gaïdar, Mikhaïl Kalinine, Zoya Kosmodemianskaya. En 1988, le journal La Pravda écrit que Le Taon était le livre préféré du cosmonaute Youri Gagarine.
Le roman était aussi apprécié dans d'autres pays même s'il n'y faisait pas partie des œuvres dont on encourageait beaucoup la lecture. Dans le roman de Nikolaï Ostrovski, Et l'acier fut trempé, le personnage principal, Pavka Kortchagine, fait plusieurs fois référence au roman Le Taon et dans un épisode il récite tout un fragment.

## Prototype
Les chercheurs littéraires polonais sont convaincus de retrouver le prototype de Gadfly dans les figures du parti social-révolutionnaire polonais. Les lecteurs russes y reconnaissent, quant à eux, les traits des révolutionnaires russes. D'autres encore retrouvent les traits caractéristiques de Giuseppe Mazzini et Giuseppe Garibaldi dans l'image du héros.
En 1955, des écrivains soviétiques ont réussi à retrouver à New York l'écrivaine E. L. Voynich et à maintenir des relations épistolaires avec elle. Dans une lettre écrite à l'écrivain russe Boris Polevoï les 11 et 14 janvier 1957 elle s'explique à propos des prototypes d'Arthur Burton (Gadfly).

## Critique
Pour l'écrivain russe Varlam Chalamov, The Gadfly est le livre qui a joué le plus grand rôle dans la vie de deux générations de russes.

## Adaptations
- 1955 : Le Taon (Овод) film d'Alexandre Feinzimmer (Lenfilm)[6]
- 1980 : Ovod (Овод) film de Nikolaï Machtchenko